# Wspólnota administracyjna Aiterhofen
Wspólnota administracyjna Aiterhofen – wspólnota administracyjna (niem. Verwaltungsgemeinschaft) w Niemczech, w kraju związkowym Bawaria, w rejencji Dolna Bawaria, w regionie Donau-Wald, w powiecie  Straubing-Bogen. Siedziba wspólnoty znajduje się w miejscowości Aiterhofen. Powstała w 1978.
Wspólnota administracyjna zrzesza dwie gminy wiejskie (Gemeinde): 
- Aiterhofen, 3 404 mieszkańców, 43,16 km²
- Salching, 2 512 mieszkańców, 25,27 km²